# گری راسل
گری راسل (به انگلیسی: Gary Russell) (زاده ۱۸ سپتامبر ۱۹۶۳) بازیگر انگلیسی است.
از فیلم‌های معروف او می‌توان به بازی در فیلم آنتوان فیشر اشاره کرد.